# District de Birbhum
Le district de Birbhum (bengali : বীরভূম জেলা) est un district de l’État indien du Bengale-Occidental.

## Géographie
Le district a une population de 3 502 387 habitants en 2011 pour une superficie de 4 545 km2.